# Гмунд-ам-Тегернзе
Гмунд-ам-Тегернзе (нім. Gmund am Tegernsee) — громада в Німеччині, знаходиться в землі Баварія, на березі озера Тегернзе. Підпорядковується адміністративному округу Верхня Баварія. Входить до складу району Місбах.
Площа — 34,40 км2. Населення становить 6115 ос. (станом на 31 грудня 2020).